# Finlay Mickel
Finlay Mickel (* 6. Dezember 1977 in Edinburgh) ist ein ehemaliger britischer Skirennläufer. Er war auf die schnellen Disziplinen Abfahrt und Super-G spezialisiert und vor allem in der Abfahrt erfolgreich. In dieser Disziplin erzielte er den elften Platz bei den Weltmeisterschaften 2005 und neun Top-20-Platzierungen im Weltcup, darunter ein zehnter Platz in der Lauberhornabfahrt 2006.

## Biografie
Mickel begann im Alter von zweieinhalb Jahren mit dem Skilauf. Als Neunjähriger wurde er Mitglied im Scottish Ski Club, wo er mit regelmäßigem Training begann. Im Alter von 14 Jahren übersiedelte er in die USA und besuchte die Green Mountain Valley School in Waitsfield im Bundesstaat Vermont, um sich noch intensiver dem Skisport zu widmen. Nach zwei Jahren im schottischen Skiteam wurde er 1996 in das British Alpine Ski Team aufgenommen.
Nach mehreren Top-10-Platzierungen in FIS-Rennen, aber noch keinen Erfolgen im Europacup, gewann Mickel im Januar 2000 seine ersten Britischen Meistertitel. Kurz darauf fuhr er auch im Europacup erstmals unter die schnellsten zehn. Im November 2000 gab Mickel in Lake Louise sein Debüt im Weltcup. Die ersten Weltcuppunkte gewann er ein Jahr später als 25. der Abfahrt von Val-d’Isère. Bei seinen ersten Weltmeisterschaften 2001 in St. Anton am Arlberg wurde er 35. im Super-G und schied in der Abfahrt aus. Zwei Jahre später war bei den Weltmeisterschaften 2003 in St. Moritz der 24. Platz in der Kombination sein bestes Ergebnis.
Nachdem Mickel zunächst nur selten im Weltcup gepunktet hatte und in der Saison 2003/04 überhaupt ohne Weltcuppunkte geblieben war, gelang ihm in der Saison 2004/05 der Anschluss an die erweiterte Weltspitze. Er fuhr in diesem Winter in vier Weltcupabfahrten unter die schnellsten 20 und erreichte bei den Weltmeisterschaften 2005 in Bormio den elften Platz in der Abfahrt sowie Rang 23 im Super-G. Im nächsten Winter erzielte er wiederum vier Top-20-Platzierungen in Weltcupabfahrten und mit dem zehnten Rang in der Lauberhornabfahrt in Wengen das beste Weltcupresultat seiner Karriere. Damit war er nach Konrad Bartelski sowie Martin und Graham Bell der vierte britische Skirennläufer, der eine Top-10-Platzierung in einer Weltcupabfahrt erreichte. Bei den Olympischen Winterspielen 2006 in Turin wurde er 22. im Super-G und 25. in der Abfahrt. In der Saison 2006/07 fuhr Mickel nur noch einmal als 13. der Abfahrt auf der Saslong in Gröden unter die schnellsten 20. Bei den Weltmeisterschaften 2007 in Åre wurde er 26. in der Abfahrt und schied im Super-G aus.
Die letzten beiden Jahre seiner Karriere waren durch mehrere Verletzungen überschattet. Nach zwei Sprunggelenksverletzungen im Sommer 2007 zog er sich im am 3. Dezember desselben Jahres bei einem Sturz im Weltcup-Super-G auf der Birds of Prey in Beaver Creek eine Sprunggelenkfraktur zu, nach der er fünf Wochen pausieren musste. Ein Jahr später erlitt Mickel wieder in Beaver Creek bei einem Sturz im ersten Training zur Weltcupabfahrt eine Schienbeinfraktur. Nach dieser Verletzung kehrte Mickel nicht mehr in den Weltcup zurück. Er beendete seine Karriere im März/April 2009 mit der Teilnahme an den Britischen Meisterschaften. Dabei sicherte er sich zum sechsten Mal den Meistertitel in der Abfahrt. Insgesamt hatte Mickel 15 Britische Meistertitel gewonnen. Neben den sechs Abfahrtstiteln siegte er fünfmal im Super-G, dreimal in der Kombination und einmal im Riesenslalom.

## Erfolge

### Olympische Winterspiele
- Turin 2006: 22. Super-G, 25. Abfahrt

### Weltmeisterschaften
- St. Anton 2001: 35. Super-G
- St. Moritz 2003: 24. Kombination, 29. Super-G, 33. Abfahrt
- Bormio 2005: 11. Abfahrt, 23. Super-G
- Åre 2007: 26. Abfahrt

### Weltcup
- Eine Top-10-Platzierung und weitere neun Top-20-Platzierungen (alle in der Abfahrt)

### Juniorenweltmeisterschaften
- Hoch-Ybrig 1996: 50. Abfahrt, 50. Super-G

### Britische Meisterschaften
- Mickel ist 15-facher Britischer Meister:[2]
  - 6× Abfahrt (2003–2007 und 2009)
  - 5× Super-G (2000–2004)
  - 1× Riesenslalom (2002)
  - 3× Kombination (2000, 2002 und 2005)

### Weitere Erfolge
- 1 Sieg im Europacup (Abfahrt in Roccaraso am 11. März 2005)
- 1 Sieg im South American Cup
- 1 Sieg in FIS-Rennen (ab 1994/95)